# Marco Rudolph
Marco Rudolph (* 22. Mai 1970 in Zittau) ist ein ehemaliger deutscher Profiboxer. Er war 1998 WM-Herausforderer der WBO im Leichtgewicht. 
Als Amateur war er im Leichtgewicht unter anderem Weltmeister 1991, Silbermedaillengewinner der Olympischen Sommerspiele 1992 und Weltcupsieger 1994.

## Amateurkarriere
Marco Rudolph begann im Alter von zehn Jahren im SC Cottbus mit dem Boxsport und fand 1984 Aufnahme in die Kinder- und Jugendsportschule Cottbus. Einer seiner späteren Trainer war Ulli Wegner. Rudolph wurde 1986 DDR-Juniorenmeister im Bantamgewicht und 1987 im Alter von 17 Jahren bereits DDR-Meister im Federgewicht bei den Erwachsenen. Im August 1988 gewann er noch die Goldmedaille im Federgewicht bei der Junioren-Europameisterschaft in Danzig.
1989 wurde er erneut DDR-Meister im Federgewicht und nahm an der Europameisterschaft in Athen teil, wo er mit Siegen gegen Bogdan Maczuga, László Szőke und Rafał Rudzki das Finale des Federgewichts erreichte und dort gegen Kirkor Kirkorow unterlag.
Beim Weltcup 1990 in Havanna erreichte er im Federgewicht unter anderem mit einem Sieg gegen Vahdettin İşsever das Halbfinale, wo er gegen Arnaldo Mesa ausschied. Beim Kampf um die Bronzemedaille verlor er zudem gegen Sergei Galikejew. Beim Weltcup 1990 in Dublin erreichte er im Leichtgewicht mit drei Siegen, darunter im Halbfinale gegen Kamal Marjouane das Finale, wo er gegen Julio González unterlag.
Nach der Wiedervereinigung wurde er 1991 Deutscher Meister im Leichtgewicht und besiegte dabei unter anderem Klaus Niketta und Falk Huste. Darüber hinaus gewann er eine Bronzemedaille im Leichtgewicht bei der Europameisterschaft in Göteborg; nach Siegen gegen Marko Nieminen und George Cramne, war er im Halbfinale gegen Vasile Nistor unterlegen. Im November 1991 nahm er noch an der Weltmeisterschaft in Sydney teil und gewann überraschend die Goldmedaille im Leichtgewicht, nachdem er sich jeweils gegen Óscar de la Hoya, Julien Lorcy, Vasile Nistor und Artur Grigoryan durchgesetzt hatte.
1992 wurde er erneut Deutscher Meister im Leichtgewicht und war als amtierender Weltmeister auch für die Olympischen Sommerspiele 1992 in Barcelona qualifiziert, wo er die Silbermedaille im Leichtgewicht gewinnen konnte. Durch Siege gegen Vasile Nistor, Dariusz Snarski, Julien Lorcy und Namdschilyn Bajarsaichan hatte er das Finale erreicht, wo er diesmal gegen Óscar de la Hoya verloren hatte.
Bei der Weltmeisterschaft 1993 in Tampere siegte er gegen Michael Strange, unterlag jedoch im Achtelfinale gegen Damián Austin. 1994 wurde er letztmals Deutscher Meister im Leichtgewicht und gewann den Weltcup in Bangkok. Er hatte sich dabei gegen Mechak Ghasarjan, Godwin Osagie, Nurlan Kalibajew, Bruno Wartelle und Julio González durchgesetzt.
Den Abschluss seiner Amateurkarriere bildete seine Teilnahme an der Weltmeisterschaft 1995 in Berlin. Dort gewann er mit Siegen gegen Diego Corrales, Alex Trujillo und Paata Gwasalia, sowie einer Niederlage gegen Leonard Doroftei eine Bronzemedaille im Leichtgewicht.
Er gewann insgesamt 207 seiner 236 Kämpfe.

### Turniersiege (Auswahl)
- März 1995: Chemiepokal in Halle, Finalsieg gegen Tigran Ouzlian
- März 1993: Challenge Matches in Istanbul, Finalsieg gegen Tontscho Tontschew
- März 1993: Chemiepokal in Halle, Finalsieg gegen Rico Schwarzmann
- März 1992: Chemiepokal in Halle, Finalsieg gegen Enkhbat Noost
- Oktober 1990: TSC-Tournament in Berlin, Finalsieg gegen Tibor Rafael
- Januar 1990: Stockholm Box Open in Stockholm, Finalsieg gegen Jyrki Vierela
- März 1989: Chemiepokal in Halle, Finalsieg gegen Markus Beyer
- März 1989: Trofeo Italia Tournament in Venedig, Finalsieg gegen Felix Garcia Losada

## Profikarriere
Rudolph wurde im Juli 1995 Profi beim Hamburger Boxstall Universum Box-Promotion von Klaus-Peter Kohl, sein Trainer wurde Michael Timm. In seinem fünften Kampf am 10. Februar 1996 besiegte er den Belgier Marc Waelkens und wurde WBC-International-Champion im Leichtgewicht. 
Neben weiteren Siegen, gewann er auch Titelverteidigungen gegen die US-Amerikaner Paris Alexander und Rodney Garnett, den Ukrainer Andrij Sinepupow und den Franzosen Jean Gomis. Zusätzlich gewann er am 16. Mai 1997 gegen Paul Kaoma aus Sambia den Titel WBO-Intercontinental im Superfedergewicht.
In 14 Kämpfen ungeschlagen, boxte er am 14. März 1998 in Hamburg gegen Artur Grigoryan um den Weltmeistertitel der WBO im Leichtgewicht, unterlag jedoch durch TKO in der sechsten Runde.

## Nach dem Boxen
Dass er seine Boxlaufbahn beendete, ohne zu wissen, was er anschließend tun wolle, bezeichnete Rudolph später als „saudumm“. Der gelernte Koch arbeitete in den folgenden Jahren unter anderem als Fitnesstrainer, Fleischer und Kneipenwirt, im März 2008 meldete er Privatinsolvenz an. Im März 2009 musste Rudolph wegen nicht geleisteter Unterhaltszahlungen an seine 2005 geschiedene Frau ins Gefängnis und saß 95 Tage lang ein. Sein früherer Trainer Ulli Wegner erklärte sich bereit, Rudolphs Unterhaltsschulden zu begleichen und verhalf ihm damit vorzeitig aus der Haft.
2020, im Alter von 50 Jahren, war er verheiratet und Angestellter einer Sicherheitsfirma.